# 川平惠造
川平惠造（かわひら けいぞう、1949年12月11日 - 2022年4月23日）は、日本の画家。
元沖縄県美術家連盟会長、元沖縄新象作家協会会長。

## 経歴
以下、特記ののないものは沖縄県立博物館・美術館による。
1972年、第24回沖展彫刻奨励賞受賞。1981年、第10回沖縄県芸術祭美術展覧会県知事賞。
1983年、第12回沖縄県芸術祭美術展覧会県知事賞受賞。
1990年、郵政省年賀はがき「波照間のあけぼの」をデザイン。1999年、郵政省記念切手「伊江島タッチューとサバニ」をデザイン。
2009年、沖縄タイムス芸術選賞で大賞を受賞。
2021年、県文化功労者。
2022年、前立腺がんのための自宅で死亡。